# Даннинг, Дебб
Де́бра «Дебб» Да́ннинг (англ. Debra «Debbe» Dunning; 11 июля 1966, Бербанк, Калифорния, США) — американская актриса, мультипликатор и фотомодель.

## Биография

### Ранние годы
Дебра Даннинг (полное имя Дебб) родилась 11 июля 1966 года в Бербанке (штат Калифорния, США). Как и её родители, Дебб окончила «John Burroughs High School». Во время учёбы в средней школе Даннинг была чирлидершей и «королевой» школы. Также является обладательницей титула «Мисс Бербанк-1984».

### Карьера
Дебб снимается в кино с 1988 года. Наиболее известна по роли Хайди Кепперт в сериале «Большой ремонт», которую играла с 1992 по 1999 год. Также Даннинг является мультипликатором, в 1997 году участвовала в создании короткометражного мультфильма «Santa vs. the Snowman».

### Личная жизнь
С 1997 по 2018 год Даннинг была замужем за волейболистом Стивом Тиммонсом. У бывших супругов есть трое детей: одна дочь, Спенсер Шэй Тиммонс (род. 2 декабря 1996), и два сына —  Стоуни Тиммонс (род. 2000) и Сиско Тиммонс (род. 2008).

## Фильмография
| Год       |    | Русское название           | Оригинальное название      | Роль                                         |
| --------- | -- | -------------------------- | -------------------------- | -------------------------------------------- |
| 1988      | ф  | Опасные кривые             | Dangerous Curves           | девушка на конкурсе красоты                  |
| 1990      | с  |                            | ABC TGIF                   | Хайди Кепперт                                |
| 1990      | с  | Кто здесь босс?            | Who's the Boss?            | женщина в бикини                             |
| 1990      | с  | Как в кино                 | Dream On                   | Лидия Пински                                 |
| 1990—1991 | с  | Женаты… с детьми           | Married... with Children   | Рошель Алперт                                |
| 1991      | с  | Чарли Гувер                | Charlie Hoover             | Лорен                                        |
| 1992      | с  | Винни и Бобби              | Vinnie & Bobby             | женщина                                      |
| 1992—1999 | с  | Большой ремонт             | Home Improvement           | Хайди Кепперт /Кики Ван Фюрстервалленшайнлав |
| 1994      | с  | Отступник                  | Renegade                   | Джолин                                       |
| 1994      | с  | Байки из склепа            | Tales from the Crypt       | Обри Скотт                                   |
| 1994—1996 | с  | Шёлковые сети              | Silk Stalkings             | Аманда Саммерс Бёрк / Марта                  |
| 1995      | с  | Спасатели Малибу           | Baywatch                   | Анна Кэмпбелл                                |
| 1995      | с  | Закон Бёрка                | Burke's Law                | Уэнди Миллер                                 |
| 1995      | с  | Материалы Эдди             | The Eddie Files            | строитель                                    |
| 1995      | ф  | Братья-неудатчики          | The Misery Brothers        | Айма Барристер, общественный защитник        |
| 1995      | тф | Взрыв весны                | Spring Break Blast         | женщина                                      |
| 1996      | в  | Лепрекон 4: В космосе      | Leprechaun 4: In Space     | Делорес                                      |
| 1996      | с  | Парень познаёт мир         | Boy Meets World            | Александра                                   |
| 2000      | тф | Спиральная лестница        | The Spiral Staircase       | Даниэль                                      |
| 2002      | с  | Сабрина — маленькая ведьма | Sabrina, the Teenage Witch | Вероник                                      |
| 2002      | ф  | Теперь ты знаешь           | Now You Know               | Богиня Солнца                                |
| 2006—2007 | с  | Злые, злые игры            | Wicked Wicked Games        | Хоуп Лорка                                   |
| 2017      | с  | Пророк                     | The Prophet                | Мэри                                         |